# VIII Cumbre de las Américas
La VIII Cumbre de las Américas fue una edición más del evento que reúne a los jefes de Estado y de Gobierno de los Estados miembros del Hemisferio para debatir sobre aspectos políticos y económicos. Se llevó a cabo en Lima entre el 13 y 14 de abril de 2018. La sede fue elegida el 11 de abril de 2015 durante las deliberaciones de los mandatarios en la edición anterior.
El 20 de junio de 2017, el canciller del Perú anunció que el tema principal de la cumbre sería la «Gobernabilidad democrática frente a la corrupción». Los ejes temáticos propuestos son Gobernabilidad democrática y corrupción, Corrupción y desarrollo sostenible y Aspectos de cooperación, institucionalidad internacional y alianzas público privadas.

## Descripción del evento
Las Cumbres de las Américas reúnen a los jefes de Estado y de Gobierno de los Estados miembros del Hemisferio para debatir sobre aspectos políticos compartidos, afirmar valores comunes y comprometerse a acciones concertadas a nivel nacional y regional con el fin de hacer frente a desafíos presentes y futuros que enfrentan los países de las Américas.
Según Twaddle, Andrew C. en Reforma de la Atención de la Salud en el Mundo, describe a la Cumbre de las Américas como:

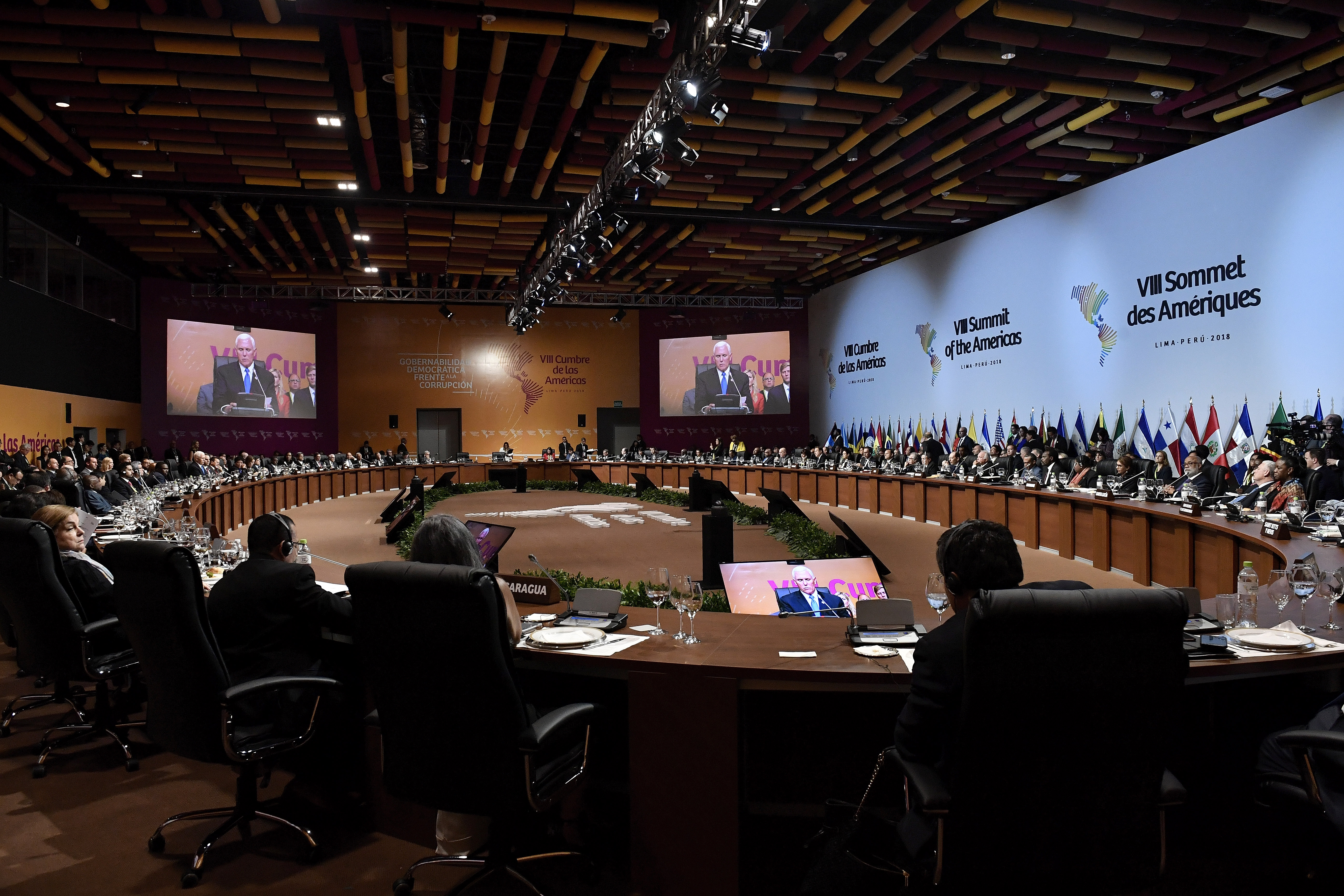
Sesión plenaria llevada a cabo en el Centro de Convenciones de Lima.

Las Cumbres de las Américas son una serie continua de cumbres que reúnen a los líderes de Norteamérica, Centroamérica, el Caribe y Sudamérica. La función de estas cumbres es fomentar la discusión de una variedad de temas que afectan al hemisferio occidental. Estas reuniones en la cumbre de alto nivel han sido organizadas por una serie de organismos multilaterales bajo los auspicios de la Organización de los Estados Americanos. En la década de 1990, lo que antes eran "cumbres ad hoc" llegó a ser institucionalizado en un programa regular de conferencias como "Cumbres de las Américas".

## Incidencias
El 13 de febrero de 2018, el ex presidente de Perú Pedro Pablo Kuczynski revocó la invitación al presidente de Venezuela, Nicolás Maduro.
En abril de 2018, el presidente de Estados Unidos Donald Trump anunció que no asistiría a la cumbre.
El actual presidente de Perú, Martín Vizcarra aseguró que Nicolás Maduro puede venir al Perú, pero no está invitado a la Cumbre de las Américas.

## Países asistentes
| País                         | Asistentes                                   | Cargo                                                  |
| ---------------------------- | -------------------------------------------- | ------------------------------------------------------ |
| Perú                         | Martín Vizcarra                              | Presidente                                             |
| Antigua y Barbuda            | Gaston Browne                                | Primer ministro                                        |
| Argentina                    | Mauricio Macri                               | Presidente                                             |
| Bahamas                      | Hubert Minnis                                | Primer ministro                                        |
| Barbados                     | Freundel Stuart                              | Primer ministro                                        |
| Belice                       | Dean Barrow                                  | Primer ministro                                        |
| Bolivia                      | Evo Morales                                  | Presidente                                             |
| Brasil                       | Michel Temer                                 | Presidente                                             |
| Canadá                       | Justin Trudeau                               | Primer ministro                                        |
| Chile                        | Sebastián Piñera                             | Presidente                                             |
| Colombia                     | Juan Manuel Santos                           | Presidente                                             |
| Costa Rica                   | Luis Guillermo Solís                         | Presidente                                             |
| Cuba                         | Bruno Rodríguez Parrilla                     | Canciller                                              |
| Dominica                     | Charles Savarin                              | Presidente                                             |
| Ecuador                      | María Alejandra Vicuña                       | Vicepresidenta                                         |
| Estados Unidos               | Mike Pence                                   | Vicepresidente                                         |
| El Salvador                  | Hugo Martínez                                | Canciller                                              |
| Granada                      | Keith Mitchell                               | Primer ministro                                        |
| Guatemala                    | Jafeth Cabrera Franco                        | Vicepresidente                                         |
| Guyana                       | David Granger                                | Presidente                                             |
| Haití                        | Jovenel Moïse                                | Presidente                                             |
| Honduras                     | Juan Orlando Hernández                       | Presidente                                             |
| Jamaica                      | Andrew Holness                               | Primer ministro                                        |
| México                       | Enrique Peña Nieto                           | Presidente                                             |
| Panamá                       | Juan Carlos Varela                           | Presidente                                             |
| Paraguay                     | Eladio Loizaga                               | Canciller                                              |
| República Dominicana         | Danilo Medina                                | Presidente                                             |
| Santa Lucía                  | Allen Chastanet                              | Primer ministro                                        |
| San Cristóbal y Nieves       | Timothy Harris                               | Primer ministro                                        |
| San Vicente y las Granadinas | Ralph Gonsalves                              | Primer ministro                                        |
| Surinam                      | Dési Bouterse                                | Presidente                                             |
| Trinidad y Tobago            | Paula-Mae Weekes                             | Presidenta                                             |
| Uruguay                      | Tabaré Vázquez                               | Presidente                                             |
| Venezuela                    | Julio Borges Antonio Ledezma Delsa Solórzano | Diputado AN Constitucionalista / exalcalde Diputada AN |

## Acuerdos
Al concluir la octava edición de este evento, los países asistentes suscribieron un documento denominado "Compromiso de Lima",
en el cual se adoptaron 57 acuerdos agrupados en 7 ejes temáticos:
1. Fortalecimiento de la gobernabilidad democrática;
2. Transparencia, acceso a la información, protección de denunciantes, respeto a los derechos humanos y libertad de expresión;
3. Financiamiento de campañas electorales;
4. Prevención de la corrupción en obras públicas, contrataciones y compras públicas;
5. Cooperación jurídica internacional;
6. Fortalecimiento de los mecanismos interamericanos anticorrupción;
7. Seguimiento e informe de los acuerdos.

## Caso Venezuela
La canciller peruana Cayetana Aljovín anunció el 13 de febrero de 2018 que el gobierno del Perú retiraba la invitación al presidente venezolano Nicolás Maduro, una decisión respaldada por los 12 países del Grupo de Lima, Estados Unidos y el secretario general de la Organización de Estados Americanos (OEA), Luis Almagro. Por lo que Venezuela no tuvo representación oficial del gobierno de Venezuela, pero sí de dirigentes opositores como Luis Florido, María Corina Machado, Julio Borges, Lilian Tintori y asociaciones civiles de venezolanos a los cuales se les permitió debatir en representación de Venezuela. Bolivia, Cuba y Ecuador habían mostrado su preferencia a que Venezuela participara en la Cumbre.
Durante las deliberaciones oficiales de la cumbre, se trató el tema de Venezuela sin que se pudiera llegar a un consenso a efectos de adoptar algún acuerdo en ese sentido. Por esa razón, los jefes de Estado y de Gobierno de Argentina, Bahamas, Brasil, Canadá, Chile, Colombia, Costa Rica, Guatemala, Guyana, Honduras, México, Panamá, Paraguay, Perú y Santa Lucía, y el vicepresidente de Estados Unidos Mike Pence, suscribieron un documento conjunto en el cual se pronunciaron sobre “la persistente situación de quiebre del orden constitucional” en Venezuela. En dicho documento hicieron un llamado al gobierno venezolano para que lleve a cabo elecciones presidenciales con las garantías necesarias para un proceso libre, justo, sin presos políticos, que incluya la participación de todos los actores políticos venezolanos, declarando que unas elecciones que no cumplan con esas condiciones carecerán de legitimidad y credibilidad. Asimismo, se refrendó el apoyo a la Asamblea Nacional de Venezuela elegida el 6 de diciembre de 2015, precisando que los actos jurídicos que, conforme a la constitución venezolana, requieran de autorización de dicha asamblea, solo serán reconocidos cuando ésta los haya aprobado.